# Ката, Михайли
Михайли Ката (венг. Mihály Kata; род. 13 апреля 2002, Будапешт) — венгерский футболист, полузащитник клуба МТК и сборной Венгрии. Участник чемпионата Европы 2024 года.

## Клубная карьера
Ката — воспитанник клубов «Далноки Академия» и МТК. 7 августа 2019 года в матче против «Будаэрша» он дебютировал в чемпионате Венгрии. 13 декабря 2020 года в поединке против «Диошдьёра» Михайли забил свой первый гол за МТК.

## Международная карьера
В 2019 году в составе юношеской сборной Венгрии Ката принял участие в юношеском чемпионате Европы в Ирландии. На турнире он сыграл в матчах против сборных Испании, Португалии, Исландии и Бельгии. 
В том же году Ката принял участие в юношеском чемпионате мира в Бразилии. На турнире он сыграл в матчах против команд Нигерии, Австралии и Эквадора. 
В 2021 году Ката в составе молодёжной сборной Венгрии принял участие в молодёжном чемпионате Европы в Венгрии и Словении. На турнире он сыграл в матчах против команд Германии, Румынии и Нидерландов.
В 2024 году Ката принял участие в чемпионате Европы 2024 в Германии. На турнире был запасным и на поле не вышел.